# Good Bye
A Good Bye a Moby Dick együttes kilencedik lemeze, egy válogatásalbum, ami a Magneoton-Warner kiadó gondozásában jelent meg 1998-ban. Az album megjelenése után a Moby Dick feloszlott, és csak 2002-ben alakult újjá. 
Az 1990 és 1992 között megjelent első három Moby Dick albumról kiválogatott dalokat (a válogatás első 13 dalát) a zenekar aktuális felállása újra rögzítette a soproni LAHA stúdióban Boda András hangmérnökkel. További négy korai dal az 1994-es Memento albumhoz újravett formájában szerepel a válogatáson, illetve az 1996-os Indul a boksz lemez két száma került még fel a korongra.

## Az album dalai
| #   | Cím                      | Hossz |
| --- | ------------------------ | ----- |
| 1.  | Ugass kutya!             | 4:54  |
| 2.  | Bűz van                  | 3:27  |
| 3.  | Káosz és zűrzavar        | 4:39  |
| 4.  | Good Bye                 | 3:10  |
| 5.  | Élsz vagy meghalsz       | 3:26  |
| 6.  | Kegyetlen évek           | 3:29  |
| 7.  | Beteg a Föld             | 3:05  |
| 8.  | Kiképzés                 | 3:40  |
| 9.  | Ne köss belém            | 2:42  |
| 10. | Ilyen ez a század        | 3:12  |
| 11. | Körhinta                 | 5:23  |
| 12. | Gumiszoba                | 4:50  |
| 13. | Gazember                 | 4:17  |
| 14. | Pokolrock                | 2:44  |
| 15. | Keresztes vitéz          | 2:36  |
| 16. | Prometheus               | 3:36  |
| 17. | A III. világháború előtt | 4:51  |
| 18. | Indul a boksz            | 3:01  |
| 19. | Na, mi van?              | 3:18  |

## Közreműködők
- Schmiedl Tamás – gitár, ének
- Mentes Norbert – gitár, szólógitár
- Gőbl Gábor – basszusgitár
- Hoffer Péter – dobok